# The Bank Dick
The Bank Dick (uitgebracht als The Bank Detective in het Verenigd Koninkrijk) is een Amerikaanse komische film uit 1940 met W.C. Fields. (Destijds was dick een Amerikaans dialectwoord voor detective.) De film werd door Fields onder het pseudoniem Mahatma Kane Jeeves geschreven (afgeleid van de uitdrukking  "My hat, my cane, Jeeves!"), and geregisseerd door Edward F. Cline. Shemp Howard, een van de Three Stooges, speelt een barkeeper. De film wordt vaak als een van de beste komische films aller tijden gezien en W.C. Fields' meesterwerk genoemd. Om die reden is het ook uitgegroeid tot een cultfilm.
In 1992 werd The Bank Dick door de Amerikaanse National Film Registry geselecteerd voor bewaring als een "cultureel, historisch en esthetisch betekenisvolle film".

## Rolverdeling
| Acteur            | Personage                    |
| ----------------- | ---------------------------- |
| W.C. Fields       | Egbert Sousé                 |
| Cora Witherspoon  | Agatha Sousé                 |
| Una Merkel        | Myrtle Sousé                 |
| Evelyn Del Rio    | Elsie Mae Adele Brunch Sousé |
| Jessie Ralph      | Mrs. Hermisillo Brunch       |
| Franklin Pangborn | J. Pinkerton Snoopington     |
| Shemp Howard      | Joe Gulpe                    |
| Richard Purcell   | Mackley Q. Greene            |
| Grady Sutton      | Og Oggilby                   |
| Russell Hicks     | J. Frothingham Waterbury     |
| Pierre Watkin     | Mr. Skinner                  |
| Al Hill           | Filthy McNasty               |
| George Moran      | Cozy Cochran                 |
| Bill Wolfe        | Otis                         |
| Jack Norton       | A. Pismo Clam                |
| Pat West          | assistent regisseur          |
| Reed Hadley       | Francois                     |
| Heather Wilde     | Miss Plupp                   |
| Harlan Briggs     | Doctor Stall                 |
| Bill Alston       | Mr. Cheek                    |

## Verhaal
De film volgt Egbert Souse, een man die het mikpunt van kritiek is binnen zijn ganse familie, en wordt aangenomen om een dronken filmregisseur te vervangen. Als hij een bankovervaller weet te vangen wordt hij als bewaker in de Lompoc Bank aangesteld. Hier besluit hij samen met Og Oggiblby, verloofde van zijn dochter, 500 dollar te verduisteren. Het probleem is echter dat er een inspecteur opdaagt die ze op de een of andere manier om de tuin moeten leiden....

## Citaten
- Egbert: "Was I in here last night, and did I spend a 20 dollar bill?"

Joe the bartender (Shemp): "Yeah!"
Egbert: "Oh, boy, is that a load off my mind. (chuckles) I thought I'd lost it!"